# Dino Dini's Goal
Dino Dini's Goal är ett fotbollsspel utgivet av Virgin Games 1993. Spelet konverterades senare till Sega Mega Drive och SNES, och utgavs då 1994 under titeln Dino Dini's Soccer.
Spelet innehåller olika lag från runtom i Europa.

### Fotnoter
1. ↑  ”!Goal” (på engelska). Mobygames. 10 mars 1993. http://www.mobygames.com/game/goal_. Läst 14 juni 2014.